# TalonSoft
TalonSoft était un studio américain de développement de jeux vidéo fondé à Baltimore en 1995 par Jim Rose et John Davidson. L'entreprise était spécialisée dans le jeu de guerre.

## Historique
TalonSoft est acquis par Take-Two Interactive au début de l'année 2000 et exploité en tant que label de Take-Two jusqu'à sa fermeture en 2005. En octobre 2005, Matrix Games acquiert les droits de publication pour la plupart des franchises du catalogue de TalonSoft, comprenant notamment les séries Battleground, Campaign, et Operational Art of War,.

## Jeux développés ou publiés
- Battleground
  - Battleground: Ardennes (1995)
  - Battleground 2: Gettysburg (1995)
  - Battleground 3: Waterloo (1996)
  - Battleground 4: Shiloh (1996)
  - Battleground 5: Antietam (1996)
  - Battleground 6: Napoleon in Russia (1997)
  - Battleground 7: Bull Run (1997)
  - Battleground 8: Prelude to Waterloo (1997)
  - Battleground 9: Chickamauga (1999)

- Age of Sail
  - Age of Sail (1996)
  - Age of Sail II (2001)

- Campaign
  - Front de l'Est (1997)
  - Front de l'Ouest (1998)
  - East Front II (1999)
  - Rising Sun (2000)
  - Divided Ground: Middle East Conflict (2001)

- The Operational Art of War
  - The Operational Art of War (1998)
  - The Operational Art of War II: Modern Battles (1999)

- Tribal Rage (1998)
- 12 O'Clock High: Bombing the Reich (1999)
- Battle of Britain (1999)
- Hidden & Dangerous (1999)
- Jagged Alliance 2 (1999)
- Hidden & Dangerous: Devil's Bridge (2000)
- Jetfighter IV (2000)
- Martian Gothic: Unification (2000)
- Codename Eagle (2000)
- Dogs of War: Battle on Primus IV (2000)
- Metal Conflict (2000)
- Spec Ops: Ranger Elite (2000)
- Tzar: The Burden of the Crown (2000)
- Merchant Prince II (2001)
- StarLeader (2001)
- Outlive (2001)
- Gettysburg: The American Civil War (2006)
- John Tiller's Battleground Civil War (2007)
- Age of Ironclads (1997)